# Olwen Fouéré
Olwen Fouéré (nacida el 2 de marzo de 1954) es una actriz, escritora y directora irlandesa de teatro, cine y artes visuales. Nació en Galway, Irlanda, de padres bretones, Yann Fouéré y Marie-Magdeleine Mauger. En 2020, ocupó el puesto 22 en la lista de The Irish Times de los mejores actores de cine de Irlanda.

## Carrera en el teatro
Como actriz independiente, Fouéré trabaja internacionalmente en inglés y francés con numerosas apariciones en el Abbey Theatre, el Gate Theatre de Irlanda, el Royal National Theatre de Inglaterra, las Bouffes du Nord de París, la Brooklyn Academy of Music de Nueva York y la Sydney Theatre Company de Australia y Compañía de Teatro Shakespeare, DC. En 1980 formó Operating Theatre, una compañía de teatro de vanguardia con el compositor Roger Doyle. Posteriormente estableció una entidad artística llamada TheEmergencyRoom para el desarrollo de sus proyectos en curso que han incluido la creación de su internacionalmente aclamado RIVERRUN (su adaptación de la voz del río en Finnegans Wake de James Joyce); su puesta en escena de Lessness de Samuel Beckett (Barbican, Festival Internacional de las Artes de Galway y Project Arts Centre, Dublín); su traducción y producción de Danse, Morob, escrita para ella por el escritor francés Laurent Gaudé y su traducción e interpretaciones de Sodome, My Love (en asociación con Rough Magic), también de Laurent Gaudé; un proyecto cinematográfico codirigido por Kevin Abosch a partir de un guion de Anne Enright titulado Cassandra:fragments of a playscript.

## Filmografía

### Películas
| Año  | Título                                            | Papel              | Notas         |
| ---- | ------------------------------------------------- | ------------------ | ------------- |
| 2011 | This Must Be the Place                            | Madre de Mary      |               |
| 2012 | The Other Side of Sleep                           | Maggie             |               |
| 2015 | The Survivalist                                   | Kathryn            |               |
| 2017 | Beast                                             | Theresa Kelly      |               |
| 2018 | Mandy                                             | Madre Marlene      |               |
| 2018 | Animales fantásticos: los crímenes de Grindelwald | Melusine           |               |
| 2019 | Animals                                           | Maureen            | [ 4 ]         |
| 2020 | Zone 414                                          | Royale             |               |
| 2021 | She Will                                          | Jean               |               |
| 2022 | Texas Chainsaw Massacre                           | Sally Hardesty     |               |
| 2022 | El hombre del norte                               | Ashildur Hofgythja |               |
| 2022 | Joyride                                           | Sideline Sue       |               |
| 2023 | Catching Dust                                     | Copperhead         |               |
| 2023 | Falling Into Place                                | Judy               | [ 5 ]         |
| 2024 | Sunrise                                           | Ma Reynolds        | [ 6 ]         |
| 2024 | Tarot                                             | Alma Astryn        | Posproducción |
| 2024 | The Watchers                                      | Madeline           | Posproducción |
| TBA  | The Actor                                         | Old Lady Track     | Posproducción |
| TBA  | The Last Girl                                     | Dottie Evans       | Posproducción |
| TBA  | Four Letters of Love                              | Nora Ni Liathain   |               |
| TBA  | The Reckoning of Erin Morrigan                    | Erin               |               |
| TBA  | All You Need is Death                             | Rita Concannon     |               |

### Televisión
| Año  | Título               | Papel                        | Notas                                  |
| ---- | -------------------- | ---------------------------- | -------------------------------------- |
| 1984 | A Painful Case       | Mary Sinico                  | Película de televisión                 |
| 1985 | El magistrado inglés | Miss Malone                  | Episodio: "In the Curranhilty Country" |
| 1986 | Screen Two           | Joven monja                  | Episodio: "Time After Time"            |
| 1987 | When Reason Sleeps   | Celia Dunbar                 | Episodio: "The Scar"                   |
| 1990 | Hard Shoulder        | Ella Burke                   | Película de televisión                 |
| 1996 | Ballykissangel       | Sister                       | Episodio: "Fallen Angel"               |
| 1998 | The Ambassador       | Entrevistadora de television | Episodio: "A Cluster of Betrayals"     |
| 2010 | Above Suspicion      | Sra. Hughes                  | Episodio: "The Red Dahlia: Part 1"     |
| 2018 | Nightflyers          | Constance Brighthead         | Episodio: "The Sacred Gift"            |
| 2020 | Brassic              | Margaret                     | Episodio: "The Intruder"               |
| 2020 | Maldita              | Yeva                         | 2 episodios                            |
| 2022 | Derry Girls          | Shelia                       | Episodio: "The Haunting"               |
| 2022 | The Crown            | Oonagh Shanley-Toffolo       | Episodio: "No Woman's Land"            |
| 2024 | The Tourist          | Niamh Cassidy                | 6 episodios                            |